# Белкины
Бе́лкины — древний дворянский род, из московских бояр.
Род внесён в Бархатную книгу. При подаче документов (01 февраля 1686), для внесения рода в Бархатную книгу, была подана совместная родословная роспись однородцев: Белкиных, Отяевых, Пыжовых и Шафровых.
Род записан в VI часть родословных книг Калужской и Тамбовской губерний.
Рязанский род Белкиных происходит от выходца из духовного сословия надворного советника Владимира Тимофеевича Белкина, который (24.02.1889) внесён по своему чину в III часть ДРК Рязанской губернии.
Изучением родословной Белкиных в конце XIX в.занимался В. В. Руммель. Им была составлена схема 12 поколений рода, охватывающая период от XV до XIX в.

## Происхождение и история рода
Предок рода, дивный муж Аманда Буссавала, честью маркграф выехал из Пруссии к великому князю Даниилу Александровичу (1267), а в святом крещении Василий и был у великого князя наместником. Правнук этого Аманда Буссавола, Пётр Бассавал, имел сына Алексея, прозванного Хвост, от которого пошли Хвостовы. Алексей Петрович боярин, ездил за невестой великого князя Симеона Иоанновича Гордого (1347), убит неизвестно кем на площади, находясь в должности московского тысяцкого (03 февраля 1357).
Правнук Алексея Петровича, Фёдор Борисович Отяй (родоначальник Отяевых), имел сына Ивана Белку, который является родоначальником Белкиных, он владел усадьбой Белкино, где построил храм святых Бориса и Глеба.
Андрей Иванович Белкин, убит при взятии Казани (02 октября 1552), имя его помещено в синодике Московского Успенского собора на вечное поминовение. Григорий Иванович за многолетнию службу и московское осадное сидение (1618), также и сын его Тимофей Григорьевич за службу и храбрость пожалованы поместьями (1619). Никита Григорьевич погиб в битве под Конотопом (1659).

## Описание герба
В щите, разделённом горизонтально на две части, посредине находится малый голубой щиток, в котором изображена золотая держава. В верхней части, разрезанной с углов двумя диагональными чертами, соединёнными посередине щита, в голубом поле видна птица с распростёртыми крыльями, имеющая в лапе золотой шар; по сторонам щитка в правом серебряном поле изображён красный крест — символ христианской веры, а в левом золотом поле — роза — символ любви, радости. В нижней части означены: по правой стороне в красном поле рука в серебряных латах с поднятым вверх мечом, а на левой стороне в голубом поле три серебряные звезды и под ними серебряная луна, обращённая рогами вверх (польский герб Лелива).
Щит увенчан дворянским шлемом и короной с тремя страусовыми перьями. Намёт на щите голубой и красный, подложен золотом. Щитодержатели: два грифа. Герб рода Белкиных внесён в Часть 5 Общего гербовника дворянских родов Всероссийской империи, стр. 21.

## Известные представители
- Белкины: Богдан и Григорий Ивановичи — московские дворяне (1637-1640).
- Белкины: Михаил Богданович и Тимофей Григорьевич — московские дворяне (1658-1677).
- Белкин Иван Тимофеевич — стольник (1688).
- Белкин Андреян Тимофеевич — стряпчий (1692).
- Белкин Андрей Михайлович — стольник (1692).
- Белкин Тимофей Михайлович — стольник (1696)[6].
- Белкин, Михаил Федорович (1824-1909) — герой Синопского сражения и Обороны Севастополя, контр-адмирал.